# Sự tiến hóa lãnh thổ của Nga

Mở rộng lãnh thổ nước Nga (1300–1945)

Những thay đổi về lãnh thổ Nga đã xảy ra bằng các phương thức chinh phục quân sự và bởi các liên minh chính trị và tư tưởng trong quá trình hơn năm thế kỷ (1533 – nay).

## Sa quốc Nga và Đế quốc Nga
Cái tên Nga cho Đại công quốc Moskva bắt đầu xuất hiện vào cuối thế kỷ 15 và đã trở nên phổ biến vào năm 1547 khi Sa quốc Nga được thành lập.
Đối với lịch sử Rus' và Moscovy trước năm 1547: xem Rus' Kiev và Đại công quốc Moskva. Một điểm khởi đầu quan trọng khác là sự kết thúc chính thức vào năm 1480 của sự thống trị của Hãn quốc Kim Trướng Tatar trên Moscovy, sau thất bại của nó trong Đại đế đứng trên sông Ugra. Ivan III (trị vì 1462 – 1505) và Vasili III (trị vì 1505 – 1533) đã mở rộng Muscovy (1283–1547) giáp đáng kể bằng cách sáp nhập Cộng hòa Novgorod (1478), Đại Công quốc Tver năm 1485, Cộng hòa Pskov năm 1510, Appanage của Volokolamsk năm 1513, người đứng đầu và Ryazan năm 1521 và Novgorod vào năm 1522.
Sau một thời gian bất ổn chính trị, 1598 đến 1613, nhà Romanov lên nắm quyền (1613) và quá trình mở rộng thuộc địa của Sa hoàng tiếp tục. Trong khi Tây Âu xâm chiếm Tân Thế giới, Sa quốc Nga đã mở rộng đường bộ - chủ yếu ở phía đông, phía bắc và phía nam.
Điều này tiếp tục trong nhiều thế kỷ; vào cuối thế kỷ 19, Đế quốc Nga đã vươn ra từ Biển Đen đến Thái Bình Dương và đôi khi bao gồm các thuộc địa ở Châu Mỹ (1732 mật1867) và một thuộc địa không chính thức tồn tại trong thời gian ngắn ở Châu Phi (1889) hiện nay ngày Djibouti.

### Mở rộng sang châu Á
Giai đoạn đầu tiên từ năm 1582, 1650 Nga mở rộng phía Đông Bắc từ Ural sang Thái Bình Dương. Các cuộc thám hiểm địa lý đã lập bản đồ phần lớn Siberia. Giai đoạn thứ hai từ 1785 đến 1830 nhìn về phía Nam đến các khu vực giữa Biển Đen và Biển Caspi. Các khu vực chính là Armenia và Georgia, với sự thâm nhập tốt hơn của Đế quốc Ottoman và Ba Tư. Đến năm 1829, Nga kiểm soát toàn bộ vùng Kavkaz như được thể hiện trong Hiệp ước Adrianople năm 1829. Kỷ nguyên thứ ba, 1850 đến 1860, là một cuộc nhảy dù ngắn ngủi đến Bờ Đông, sáp nhập khu vực từ sông Amur đến Mãn Châu. Kỷ nguyên thứ tư, 1865 đến 1885 Turkestan hợp nhất, và các phương pháp tiếp cận phía bắc tới Ấn Độ, làm dấy lên nỗi sợ hãi của Anh về mối đe dọa đối với Ấn Độ trong Ván Cờ Lớn.

## Danh sách các lãnh thổ tiến hóa của Nga
| Year                  | Tsar                 | Lãnh thổ tiến hóa                                                          | Chiếm được từ                      | Bối cảnh                                                              | Bản đồ |
| --------------------- | -------------------- | -------------------------------------------------------------------------- | ---------------------------------- | --------------------------------------------------------------------- | --- |
| 1552                  | Ivan IV              | Hãn quốc Kazan                                                             | Hãn quốc Kazan                     | Chiến tranh Nga-Kazan                                                 | Location of Kazan |
| 1556                  | Ivan VI              | Hãn quốc Astrakhan                                                         | Hãn quốc Astrakhan                 | Nga kiểm soát tuyến thương mại Volga                                  | Location of Astrakhan |
| 1598                  | Fyodor I             | Hãn quốc Sibir                                                             | Hãn quốc Sibir                     | Chinh phạt Hãn quốc Sibir                                             | Khanate of Sibir |
| 1582 – cuối thế kỷ 18 | dần dần              | Siberia                                                                    | người bản địa                      | Nga chinh phạt Siberia                                                | |
| 1667                  | Aleksei              | Smolensk, Bờ phải Ukraina, Kiev (tạm thời), Zaprozhia (định cư với Ba Lan) | Liên bang Ba Lan và Lietuva        | Chiến tranh Nga-Ba Lan (1654–1667)                                    | Truce of Andrusovo 1667 |
| 1681                  | Fyodor III           | Hãn quốc Qasim                                                             | Hãn quốc Qasim                     | Fatima Soltan băng hà                                                 | Location of Qasim Khanate |
| 1686                  | Pyotr Đại đế         | Sự hữu dụng của Kiev và Zaporizhia là vĩnh viễn                            | Liên bang Ba Lan và Lietuva        | Liên minh với Ba Lan chống lại Đế quốc Ottoman (Đại chiến Thổ Nhĩ Kỳ) | Union with Poland against Turkey |
| 1721                  | Pyotr Đại đế         | Livonia, Estonia, Ingria, và Karelia                                       | Thụy Điển                          | Đại chiến Bắc Âu                                                      | Treaty of Nystad |
| 1743                  | Elizaveta            | Tây Nam Karelia                                                            | Thụy Điển                          | Chiến tranh Nga-Thụy Điển (1741–1743)                                 | Treaty of Åbo |
| 1771                  | Ekaterina Đại đế     | Hãn quốc Kalmyk                                                            | Hãn quốc Kalmyk                    | Người Kalmy di cư đến Dzungaria                                       | Location of Kalmyk Khanate |
| 1772                  | Ekaterina Đại đế     | Inflanty Voivodeship và Đông Belarus                                       | Liên bang Ba Lan và Lietuva        | Phân chia Ba Lan thứ nhất                                             | Polish Partition |
| 1774                  | Ekaterina Đại đế     | Nam Bug và Karbadino                                                       | Đế quốc Ottoman                    | Chiến tranh Nga-Thổ Nhĩ Kỳ (1768–1774)                                | Crimean Khanate (in yellow) |
| 1783                  | Ekaterina Đại đế     | Hãn quốc Krym                                                              | Đế quốc Ottoman                    | Sát nhập nhà nước chư hầu                                             | Crimean Khanate (in yellow) |
| 1792                  | Ekaterina Đại đế     | Yedisan                                                                    | Đế quốc Ottoman                    | Chiến tranh Nga-Thổ Nhĩ Kỳ (1787–1792)                                | Location of Yedisan |
| 1793                  | Ekaterina Đại đế     | Bờ phải Ukraina và Belarus                                                 | Liên bang Ba Lan và Lietuva        | Phân chia Ba Lan thứ hai                                              | Polish Partition |
| 1795                  | Ekaterina Đại đế     | Tây Galicia và Nam Masovia                                                 | Liên bang Ba Lan và Lietuva        | Phân chia Ba Lan thứ ba                                               | Polish Partition |
| 1799                  | Pavel I              | Alaska                                                                     | người bản địa                      | Mỹ thuộc Nga                                                          | Russian Alaska in 1860 |
| 1801                  | Aleksandr I          | Đông Gruzia                                                                | Vương quốc Kartli-Kakheti          | Sát nhập Gruzia                                                       | Eastern Georgia |
| 1809                  | Aleksandr I          | Đại Công quốc Phần Lan                                                     | Thụy Điển                          | Chiến tranh Nga-Thụy Điển (1808–1809)                                 | Grand Duchy of Finland |
| 1810                  | Aleksandr I          | Tây Gruzia                                                                 | Vương quốc Imereti                 | Sát nhập Gruzia                                                       | |
| 1812                  | Aleksandr I          | Bessarabia (Moldova)                                                       | Đế quốc Ottoman                    | Chiến tranh Nga-Thổ Nhĩ Kỳ (1806–1812)                                | Location of Bessarbia |
| 1813                  | Aleksandr I          | Công quốc Warszawa                                                         | Pháp                               | Chiến tranh Napoléon                                                  | Duchy of Warsaw |
| 1813                  | Aleksandr I          | Gruzia, Dagestan, Azerbaijan, và một phần phía bắc của Armenia             | Ba Tư                              | Chiến tranh Nga-Ba Tư (1804–1813)                                     | Losses by Persia |
| 1828                  | Nikolai I            | Iğdır, Azerbaijan, và Armenia                                              | Ba Tư                              | Chiến tranh Nga-Ba Tư (1826–1828)                                     | Losses by Persia |
| 1858                  | Aleksandr II của Nga | Phía bắc sông Amur                                                         | Nhà Thanh                          | Chiến tranh nha phiến lần thứ hai                                     | Convention of Peking |
| 1860                  | Aleksandr II         | Phía đông sông Ussuri                                                      | Nhà Thanh                          | Chiến tranh nha phiến lần thứ hai                                     | Convention of Peking |
| 1730–1863             | dần dần              | Kazakhstan                                                                 | Tiểu Horde, Trung Horde, Đại Horde | Sát nhập Kazakhstan                                                   | Kazakhstan |
| 1866                  | Aleksandr II         | Uzbekistan                                                                 | Tiểu Vương quốc Bukhara            | Nga chinh phạt Bukhara                                                | conquest of Uzbekistan |
| 1867                  | Aleksandr II         | Bán Alaska                                                                 | Hợp chủng quốc Hoa Kỳ              | Thương vụ Alaska                                                      | Russian Alaska in 1860 |
| 1873                  | Aleksandr II         | Bắc Turkmenistan                                                           | Hãn quốc Khiva                     | Chiến dịch Khiva năm 1873                                             | conquest of Turkmenistan |
| 1875                  | Aleksandr II         | Sakhalin                                                                   | Đế quốc Nhật Bản                   | định cư biên giới với Nhật Bản                                        | Sakhalin and Kuril islands |
| 1876                  | Aleksandr II         | Kyrgyzstan và Tây Tajikistan                                               | Hãn quốc Kokand                    | Sát nhập quốc gia chư hầu                                             | conquest of Kokand |
| 1878                  | Aleksandr II         | Tỉnh Kars và Batum                                                         | Đế quốc Ottoman                    | Chiến tranh Nga-Thổ Nhĩ Kỳ (1877–1878)                                | Kars and Batumi |
| 1885                  | Aleksandr II         | Nam Turkmenistan                                                           | Người Turkmen                      | Chiến dịch Turkmenistan                                               | AshgabatKrasno · vodskChik · ishlyarMervPandjehGeok TepeBamiKazil- · ArvatChatBukharaKhiva Chiến dịch Turkmenistan năm 1880–1885 · * Xanh=pháo đài Nga; Vàng=Hãn quốc Khiva. |
| 1893                  | Aleksandr II         | Đông Tajikistan                                                            | dân cư thưa thớt                   | Thăm dò cao nguyên Pamir                                              | Pamir region |
| 1905                  | Nikolai II           | Mất đi Nam Sakhalin                                                        | Đế quốc Nhật Bản                   | Chiến tranh Nga-Nhật                                                  | South Sakhalin |